# Reprezentacja Włoch w hokeju na lodzie mężczyzn
Reprezentacja Włoch w hokeju na lodzie mężczyzn — kadra Włoch w hokeju na lodzie mężczyzn.
Od 24 stycznia 1924 roku jest członkiem IIHF.

## Igrzyska olimpijskie
- 1920 – Nie zakwalifikowała się
- 1924 – Nie zakwalifikowała się
- 1928 – Nie zakwalifikowała się
- 1932 – Nie zakwalifikowała się
- 1936 – 9. miejsce
- 1948 – 8. miejsce
- 1952 – Nie zakwalifikowała się
- 1956 – 7. miejsce
- 1960 – Nie zakwalifikowała się
- 1964 – 15. miejsce
- 1968 – Nie zakwalifikowała się
- 1972 – Nie zakwalifikowała się
- 1976 – Nie zakwalifikowała się
- 1980 – Nie zakwalifikowała się
- 1984 – 9. miejsce
- 1988 – Nie zakwalifikowała się
- 1992 – 12. miejsce
- 1994 – 9. miejsce
- 1998 – 12. miejsce
- 2002 – Nie zakwalifikowała się
- 2006 – 11. miejsce
- 2010 – Nie zakwalifikowała się
- 2014 – Nie zakwalifikowała się
- 2018 – Nie zakwalifikowała się
- 2022 – Nie zakwalifikowała się

## Mistrzostwa świata
- 1930 – 10. miejsce
- 1931 – Nie brała udziału
- 1934 –  9. miejsce
- 1935 –  8. miejsce
- 1937 – Nie brała udziału
- 1938 – Nie brała udziału
- 1939 –  9. miejsce
- 1947 – Nie brała udziału
- 1949 – Nie brała udziału
- 1950 – Nie brała udziału
- 1951 –  8. miejsce (1. miejsce w Gr. B)
- 1952 – 12. miejsce (3. miejsce w Gr. B)
- 1953 –  4. miejsce (1. miejsce w Gr. B)
- 1955 – 10. miejsce (1. miejsce w Gr. B)
- 1957 – Nie brała udziału
- 1958 – Nie brała udziału
- 1959 – 10. miejsce
- 1961 – 12. miejsce (4. miejsce w Gr. B)
- 1962 – Nie brała udziału
- 1963 – Nie brała udziału
- 1964 – 15. miejsce (7. miejsce w Gr. B)
- 1965 – Nie brała udziału
- 1966 – 17. miejsce (1. miejsce w Gr. C)
- 1967 – 13. miejsce (5. miejsce w Gr. B)
- 1968 – Nie brała udziału
- 1969 – 14. miejsce (8. miejsce w Gr. B)
- 1970 – 16. miejsce (2. miejsce w Gr. C)
- 1971 – 14. miejsce (8. miejsce w Gr. B)
- 1972 – 15. miejsce (7. miejsce w Gr. B)
- 1973 – 14. miejsce (8. miejsce w Gr. B)
- 1974 – 16. miejsce (2. miejsce w Gr. C)
- 1975 – 13. miejsce (7. miejsce w Gr. B)
- 1976 – 15. miejsce (7. miejsce w Gr. B)
- 1977 – 18. miejsce (1. miejsce w Gr. C)
- 1978 – 15. miejsce (7. miejsce w Gr. B)
- 1979 – 20. miejsce (2. miejsce w Gr. C)
- 1981 –  9. miejsce (1. miejsce w Gr. B)
- 1982 –  7. miejsce
- 1983 –  8. miejsce
- 1985 – 11. miejsce (3. miejsce w Gr. B)
- 1986 – 10. miejsce (2. miejsce w Gr. B)
- 1987 – 14. miejsce (6. miejsce w Gr. B)
- 1989 – 10. miejsce (2. miejsce w Gr. B)
- 1990 – 10. miejsce (2. miejsce w Gr. B)
- 1991 –  9. miejsce (1. miejsce w Gr. B)
- 1992 – 12. miejsce
- 1993 –  8. miejsce
- 1994 –  6. miejsce
- 1997 –  8. miejsce
- 1998 – 10. miejsce
- 1999 – 13. miejsce
- 2000 – 12. miejsce
- 2001 – 12. miejsce
- 2002 – 15. miejsce
- 2003 – 23. miejsce (4. miejsce w Dyw. I, Gr. B)
- 2004 – 19. miejsce (2. miejsce w Dyw. I, Gr. B)
- 2005 – 18. miejsce (1. miejsce w Dyw. I, Gr. B)
- 2006 – 14. miejsce
- 2007 – 12. miejsce
- 2008 – 16. miejsce
- 2009 – 18. miejsce (1. miejsce w Dyw. I, Gr. B)
- 2010 – 15. miejsce
- 2011 – 18. miejsce (1. miejsce w Dyw. I, Gr. A)
- 2012 – 15. miejsce
- 2013 – 18. miejsce (2. miejsce w Dyw. I, Gr. A)
- 2014 – 15. miejsce (spadek)
- 2015 – 21. miejsce (5. miejsce w Dyw. I, Gr. A)
- 2016 – 18. miejsce (2. miejsce w Dyw. I, Gr. A)
- 2017 – 16. miejsce
- 2018 – 18. miejsce (2. miejsce w Dyw. I, Gr. A)
- 2019 – 14. miejsce
- 2021 – 16. miejsce
- 2022 –15. miejsce (spadek do Dyw. I, Gr. A)

## Mistrzostwa Europy
- 1910 - Nie brała udziału
- 1911 - Nie brała udziału
- 1912 - Nie brała udziału
- 1913 - Nie brała udziału
- 1914 - Nie brała udziału
- 1921 - Nie brała udziału
- 1922 - Nie brała udziału
- 1923 - Nie brała udziału
- 1924 – 5. miejsce
- 1925 – Nie brała udziału
- 1926 – 8. miejsce
- 1927 – Nie brała udziału
- 1928 – Nie brała udziału
- 1929 – 4. miejsce
- 1932 – Nie brała udziału